# Бюрер, Марко
Ма́рко Бю́рер (нем. Marco Bührer; 9 октября 1979, Дильсдорф, Цюрих, Швейцария) — швейцарский хоккеист, вратарь клуба «Берн».

## Карьера

### Клубная
За свою карьеру выступал в командах «Клотен Флайерз», «Бюлах», «Тургау», «Кур» и «Берн», цвета столичной команды защищает бессменно с 2001 года. Чемпион Швейцарии 2004, 2010 и 2013 годов.

### В сборной
В составе сборной выступал на чемпионатах мира с 2003 по 2006 годы, а также на зимних Олимпийских играх 2006 года. Бронзовый призёр молодёжного чемпионата мира 1998 года.